# Connecteur métallique
Un connecteur métallique est un assembleur permettant d'assurer des liaisons planes dans la fabrication d'éléments industrialisés de charpente en bois. On parle alors de charpente industrielle ou charpente à connecteurs,.